# Marcus Ingvartsen
Marcus Ingvartsen, né le 4 janvier 1996 à Farum au Danemark, est un footballeur international danois. Il évolue au poste d'avant-centre au San Diego FC.

## Biographie

### En club
Le 25 mai 2015, il inscrit ses deux premiers buts dans le championnat du Danemark, lors de la réception de l'Hobro IK (victoire 4-2).
Il inscrit 23 buts en première division danoise lors de la saison 2016-2017 avec l'équipe du FC Nordsjælland, ce qui fait de lui le meilleur buteur du championnat. Lors de la saison régulière, il marque un doublé lors de la réception de l'Esbjerg fB. Par la suite, lors des play-offs, il marque un nouveau doublé, sur la pelouse de SønderjyskE.
Le 30 septembre 2017, il marque avec le KRC Genk un doublé dans le championnat de Belgique, lors d'un déplacement à Eupen, permettant à son équipe d'arracher le match nul (3-3).
Le 16 juin 2019, il s'engage pour trois saisons en faveur de l'Union Berlin, fraîchement promu en Bundesliga.
Il joue son premier match en Bundesliga le 24 août 2019, lors d'un déplacement à Augsbourg (score : 1-1). Le 19 octobre 2019, il marque son premier dans ce championnat, lors de la réception du SC Fribourg (victoire 2-0).
Il retourne en juillet 2023 dans son club formateur après six ans à l'étranger, pour un contrat de deux ans.

#### San Diego FC
Le 19 mars 2024, il rejoint le San Diego FC, franchise nouvellement créée, à compter de 2025 jusqu'en 2027, avec une option pour 2028 et 2029,.

### En équipe nationale
Avec les moins de 19 ans, il inscrit deux buts, contre le Pays de Galles et l'Angleterre.
Avec les espoirs, il inscrit un triplé contre la Bulgarie en octobre 2016. Il est également l'auteur de deux doublés, contre la Roumanie et la Géorgie. Il est par ailleurs à plusieurs reprises capitaine de l'équipe.
Il participe avec les espoirs au championnat d'Europe espoirs en 2017. Lors de cette compétition organisé en Pologne, il joue trois matchs. Il se met en évidence en inscrivant un but contre la Tchéquie. Avec un bilan d'une seule victoire et deux défaites, le Danemark est éliminée dès le premier tour.
Le 26 mars 2017, il figure pour la première fois sur le banc des remplaçants de l'équipe nationale A, sans entrer en jeu, lors d'un match contre la Roumanie. Cette rencontre qui se solde par un score nul et vierge rentre dans le cadre des éliminatoires du mondial 2018.

### Statistiques
| Saison                | Club                  | Championnat           | Championnat | Championnat | Coupe(s) nationale(s) | Coupe(s) nationale(s) | Compétition(s) continentale(s) | Compétition(s) continentale(s) | Compétition(s) continentale(s) | Total | Total |
| Saison                | Club                  | Division              | M.          | B.          | M.                    | B.                    | Comp.                          | M.                             | B.                             | M.    | B.    |
| 2013-2014             | FC Nordsjælland       | Superliga             | 2           | 0           | -                     | -                     | -                              | -                              | -                              | 2     | 0     |
| 2014-2015             | FC Nordsjælland       | Superliga             | 14          | 2           | -                     | -                     | -                              | -                              | -                              | 14    | 2     |
| 2015-2016             | FC Nordsjælland       | Superliga             | 23          | 5           | 1                     | 0                     | -                              | -                              | -                              | 24    | 5     |
| 2016-2017             | FC Nordsjælland       | Superliga             | 35          | 23          | 1                     | 0                     | -                              | -                              | -                              | 36    | 23    |
| Sous-total            | Sous-total            | Sous-total            | 74          | 30          | 2                     | 0                     | -                              | 0                              | 0                              | 76    | 30    |
| 2017-2018             | KRC Genk              | Jupiler Pro League    | 22          | 5           | 5                     | 2                     | -                              | -                              | -                              | 27    | 7     |
| 2018-2019             | KRC Genk              | Jupiler Pro League    | 8           | 0           | 1                     | 1                     | C3                             | 2                              | 0                              | 11    | 1     |
| Sous-total            | Sous-total            | Sous-total            | 30          | 5           | 6                     | 3                     | -                              | 2                              | 0                              | 38    | 8     |
| 2019-2020             | Union Berlin          | Bundesliga            | 28          | 5           | 4                     | 1                     | -                              | -                              | -                              | 32    | 6     |
| 2020-2021             | Union Berlin          | Bundesliga            | 30          | 3           | 1                     | 0                     | -                              | -                              | -                              | 31    | 3     |
| 2021-2022             | Union Berlin          | Bundesliga            | 2           | 0           | 1                     | 0                     | C4                             | 2                              | 0                              | 5     | 0     |
| Sous-total            | Sous-total            | Sous-total            | 60          | 8           | 6                     | 1                     | -                              | 2                              | 0                              | 68    | 9     |
| 2021-2022             | FSV Mayence (prêt)    | Bundesliga            | 26          | 6           | 1                     | 1                     | -                              | -                              | -                              | 27    | 7     |
| 2022-2023             | FSV Mayence           | Bundesliga            | 28          | 9           | 3                     | 2                     | -                              | -                              | -                              | 31    | 11    |
| Sous-total            | Sous-total            | Sous-total            | 55          | 15          | 4                     | 3                     | -                              | 0                              | 0                              | 59    | 18    |
| 2023-2024             | FC Nordsjælland       | Superliga             | 15          | 6           | 3                     | 0                     | C4                             | 8                              | 6                              | 26    | 12    |
| Total sur la carrière | Total sur la carrière | Total sur la carrière | 233         | 64          | 21                    | 7                     | -                              | 12                             | 6                              | 266   | 77    |

## Palmarès
- FC Nordsjælland
  - Meilleur buteur du championnat du Danemark lors de la saison 2016-2017 (23 buts)

- KRC Genk
  - Champion de Belgique en 2019